# Dasychira jefferyi
Dasychira jefferyi är en fjärilsart som beskrevs av Collenette 1937. Dasychira jefferyi ingår i släktet Dasychira och familjen tofsspinnare. Inga underarter finns listade i Catalogue of Life.